# 1274
Năm 1274 là một năm trong lịch Julius.